# Moustapha Mansour
Pour les articles homonymes, voir Mansour.
Mustafa Kamel Mansour (arabe : مُصطفى كامل منصور) (né le 2 août 1914 en Égypte et mort le 14 juillet 2002) est un joueur de football international égyptien, qui évoluait au poste de gardien de but, avant de devenir ensuite entraîneur.

## Biographie

### Carrière dans le football
Il gardait les buts de l'équipe d'Égypte qui a disputé la coupe du monde 1934. Après avoir débuté à Al Ahly SC, il fut le premier joueur égyptien à jouer dans le championnat d'Écosse, au Queen's Park Football Club en 1935. 
Après la seconde guerre mondiale, il retourna en Égypte où il entraîna Al Ahly SC. Plus tard, il devint ministre du gouvernement égyptien.